# Thomas Brdarić
Thomas Brdarić (født 23. januar 1975 i Nürtingen, Vesttyskland) er en tidligere tysk fodboldspiller (angriber).
Han spillede Bundesliga-fodbold for flere forskellige klubber, blandt andet Bayer Leverkusen, VfL Wolfsburg og Hannover 96. I sin tid hos Leverkusen var han med på holdet der i 2002 sluttede på andenpladsen i både Bundesligaen, DFB-Pokalen og UEFA Champions League.
Brdarić spillede desuden otte kampe og scorede ét mål for Tysklands landshold. Han var en del af den tyske trup til EM i 2004 i Portugal og Confederations Cup 2005 på hjemmebane.